# 納棺師
納棺師（のうかんし）は、死者を棺に納めるために必要な作業と関連商品の販売を行う職業。納棺夫、湯灌師、復元納棺師とも。
映画『おくりびと』でその存在が世間に知られることとなり、納棺師に対する興味と職業としての納棺師、産業としての納棺が知られた。

## 主な仕事
主に葬儀社からの依頼で火葬までの遺体の状態を管理しつつ、遺族や参列者等が故人と対面できる様に遺体の見栄えを整える。具体的には、ドライアイス等で内臓や体全体を冷やし腐敗の進行を抑えたり、表情を整え臭いを抑える含み綿、経帷子等の衣装に着替えさせ顔剃りや化粧をする。変死体の場合は死因に沿って遺族にショックを和らげるような処置をする。
復元納棺師の笹原留似子が東日本大震災の時、津波などで無残に傷ついた遺体の顔や体を時間をかけて修復し、遺族にお返しする活動をしていたことが紹介された。

## 歴史
1954年の青函連絡船洞爺丸沈没事故で函館市の海岸に多くの被災遺体が流れ着き、函館の住民が遺族への遺体の引き渡しを葬儀業者から依頼され手伝ったことをきっかけに、商業として成り立つと考え葬儀業者の仕事であった納棺作業を様式化した。葬儀業者の下請けとして名乗り始めた造語であり、仏教等や日本の伝統文化との直接的な関連性はない。

## 著書を持つ納棺師
- 青木新門
- 永井結子
- 刈草亜美
- 山本浩二